# 越生駒ヶ岳
越生駒ヶ岳（おごせこまがたけ）は、埼玉県入間郡越生町にある標高369mの山。「越生」を冠するのは全国に多数存在する同名の山と区別するためだが、地元での呼称は蒔山(薪山)。駒ヶ岳と呼んでいるのは別の場所。四等三角点「黒山」が設置されている。